# اندیس ونکان۲
ونکان۲ یک اندیس فلزی است که در حوالی شهر جام استان سمنان قرار دارد و مادهٔ معدنی موجود در آن، مس است.  